# Flag Island (Antarktika)
Flag Island (englisch, russisch Остров Флаг Ostrow Flag, deutsch ‚Fahneninsel‘) ist eine unregelmäßig geformte Insel vor der Ingrid-Christensen-Küste des ostantarktischen Prinzessin-Elisabeth-Lands. In der Gruppe der Rauer-Inseln liegt sie zwischen Hop Island und Filla Island.
Wissenschaftler einer sowjetischen Antarktisexpedition kartierten und benannten sie 1956. Das Antarctic Names Committee of Australia übertrug die Benennung am 7. März 1991 ins Englische.